# サム・フェンダー
サム・フェンダー（Sam Fender、1994年4月25日 - ）は、イギリスのシンガーソングライター。

## 来歴
イギリス、タイン・アンド・ウィア、ノース・シールズ出身。
幼少期は音楽に囲まれた環境で育つ。父アラン（Alan）と兄リアム（Liam）もドラムとピアノを演奏する。2011年、イギリスのドラマ・シリーズ『Vera』のシーズン1に、Luke Armstrong役で出演、2012年には『Wolfblood』のシーズン1、エピソード6に、Dean役で出演した。
2010年、地元のパブで演奏していたところを、ベン・ハワードのマネージャーに見出され、マネジメントを受けるようになった。
2018年、BBCの「Sound of 2018」に選出。
2019年、ブリット・アワードの批評家賞（Critic's Choice)を受賞。声帯の不調のため、グラストンベリー・フェスティバルへの出演をキャンセルせざるを得なかったが、数ヶ月後、回復した後にハイド・パークでのコンサートでボブ・ディランとニール・ヤングのサポートを務める。
同年9月13日には、ファースト・アルバムとなる『ハイパーソニック・ミサイル』を発表した。

## 作風
ラブ・ソングは少なく、政府による監視、フェイク・ニュース、セクシュアル・ハラスメントといった政治的な問題を取り上げることが多い。

## ディスコグラフィ

### スタジオ・アルバム
- 『ハイパーソニック・ミサイル』 - Hypersonic Missiles (2019年、Polydor)
- Seventeen Going Under (2021年、Polydor)

### EP
- Dead Boys (2018年、Polydor)

### シングル
- "Play God" (2017年)
- "Greasy Spoon" (2017年)
- "Millennial" (2017年)
- "Start Again" (2017年)
- "Friday Fighting" (2018年)
- "Leave Fast" (2018年)
- "Dead Boys" (2018年)
- "That Sound" (2018年)
- "Hypersonic Missiles" (2019年)
- "Will We Talk?" (2019年)
- "The Borders" (2019年)
- "All Is on My Side" (2019年)
- "Hold Out" (2020年)
- "Winter Song" (2020年)
- "Seventeen Going Under" (2021年)
- "Get You Down" (2021年)
- "Spit of You" (2021年)
- "Long Way Off" (2021年)
- "The Dying Light" (2021年)
- "Getting Started" (2022年)
- "Alright" (2022年)
- "Wild Grey Ocean" (2022年)

## 日本公演
- 2019年　SUMMER SONIC2019　東京・大阪